# نوده خاندوز

نوده خاندوز شهری از توابع بخش چشمه‌ساران شهرستان آزادشهر در استان گلستان ایران است.
جمعیت نوده خاندوز در سال ۱۳۹۵، برابر با ۲،۹۸۹ نفر بوده‌است.
شهر نوده در کیلومتر پنج جاده آزادشهر به شاهرود در سال ۱۳۸۲ بر اساس مصوبه وزارت کشور به شهر تبدیل شد بر اساس آخرین سرشماری حدود ۳۰۰۰ نفر جمعیت دارد و از سه محله نوده خاندوز، حاجیلر و شهرک امام رضا تشکیل شده‌است. شغل غالب مردم کشاورزی است و مهم‌ترین محصولات کشاورزی‌ نوده خاندوز گندم، برنج، کلزا یا کانولا و باغ‌های زیبای زیتون و هلو و آلو است. پارک جنگلی شبنم (تپه علیرضا) شهر نوده مهم‌ترین تفریحگاه شهر و شهرهای همجوار  محسوب می‌شود. این شهر معروف به شهر گل نرگس است به دو دلیل ۱- به خاطر رویش گل‌های طبیعی نرگس در دامنه‌های کوه‌های اطراف شهر ۲- مراسمی به نام گل نرگس حضرت زهرا بیش ۴۰ سال با حضور سخنرانان و مداحانی از شهرهای مشهد، قم و تهران در این شهر برگزار می‌شود.
در بخش چشمه ساران بالغ بر ۱۵ روستا وجود دارد که یکی از زیباترین آنها روستای وطن می‌باشد.
شهر نوده خاندوز هم‌اکنون در حال توسعه می‌باشد که با طرحهای اخیر دولت و سازمان گردشگری برای ایجاد آبشارهزار پله (که نصف آن تا سال ۱۳۹۰ انجام شده‌است)، موجب پیشرفت این شهر شده‌است، هجوم سرمایه داران از کلان‌شهرها برای خرید زمین‌های این منطقه نوید یک شهر توریستی درآمدزا را می‌دهد. علاوه بر اینها شهر نوده خاندوز دارای مراسم مذهبی متعدد می‌باشد که مهم‌ترین ان جشن نیمه شعبان است که از تمام استان برای دیدن ان می‌آیند مخصوصاً برای نور افشانی آن شب خاطره انگیز در پارک جنگلی شبنم، شهر نوده خاندوز دارای یک رودخانه می‌باشد که دو بخش خاندوز (اصلی) و حاجیلر را از هم جدا نموده‌است، و این رودخانه زیبا تنها یاری‌رسان کشاورزان آن منطقه جنگلی می‌باشد.
پادگان نوده خاندوز در ۳ کیلومتری آن در زمان رضا شاه مورد آشنا بسیاری از هم وطنان ایرانی می‌باشد، همچنین پادگان دارای یک پل تاریخی بسیار زیبا و کم عرض میباشد که توسط آلمانی‌ها در زمان رضا شاه بنا شده‌است.
شهر نوده از چهار طرف وسط کوه‌های جنگلی می‌باشد که ان را مانند نگینی در وسط جنگل و دارای راه بین المللی نشانده‌است، تفرجگاه سوجاق و بن قلعه در حاشیه شرقی شهر نوده از مهم‌ترین جاذبه‌های گردشگری با طبیعتی بکر و دست نخورده و چشمه سارهای فراوان می‌باشد که همواره مورد توجه گردشگران زیادی از اقصی نقاط کشورمان می‌باشد.
همچنین زیارتگاه پیرباد (که در بین تراکمه یل پیر معروف است)در ضلع شرقی نوده خاندوز مورد اعتقاد مسلمانان شیعه و سنی منطقه در ایام تعطیلات و مناسبت‌های مذهبی مختلف میزبان زوار فراوانی از شهرها و روستاهای دور و نزدیک است.
یکی از مراسم‌هایی که هر سال هزاران نفر را از شهرهای مختلف به نوده خاندوز می‌آورد مراسم نورافشانی در شب نیمه شعبان (گل نرگس نماد نوده خاندوز و هم امام زمان و نام مادر آن حضرت است) می‌باشد که همه ساله در پارک شبنم نوده انجام می‌شود و طرافداران زیادی دارد.